# 小行星3146
小行星3146（3146 Dato）是一颗绕太阳运转的小行星，为主小行星带小行星。该小行星于1972年5月17日发现。
該小行星以喬治亞畫家達托·克拉薩什維利（Dato Kratsashvili）命名。

## 轨道参数
小行星3146的轨道半长轴为2.4339737 UA，离心率为0.198。